# Hepatitis A elleni védőoltás

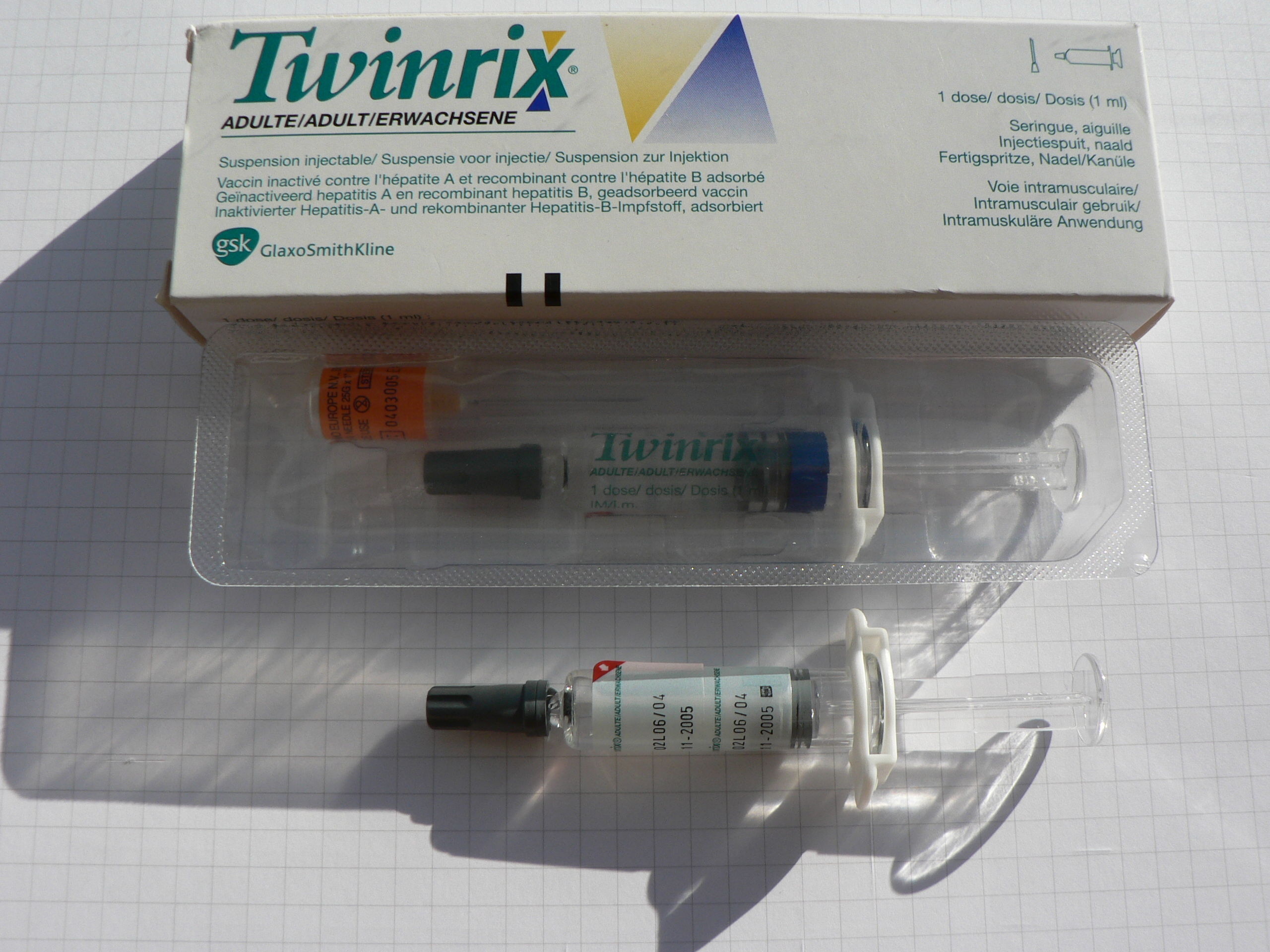
Fecskendőben kiszerelt oltás

A Hepatitis A elleni védőoltás olyan vakcina, amely védelmet nyújt a hepatitis A ellen. Az esetek mintegy 95%-ában hatásos, és legalább tizenöt évig, vagy akár egy teljes életen át védelmet nyújt. Beadása egyéves kor után javasolt, két dózisban. A védőoltást injekció formájában, izomba adják be.
Az Egészségügyi Világszervezet (WHO) azokban a térségekben javasolja az általános beoltást, ahol a betegség csupán mérsékelten terjedt el. Ahol a betegség rendkívül gyakori, nem ajánlják a széles körű beoltást, mivel az emberek általában a gyermekkori megfertőződés révén immunissá válnak. A Járványügyi és Betegségmegelőzési Központ (CDC) a fertőzés kockázatának kitett felnőttek, valamint valamennyi gyermek beoltását javasolja.
A védőoltás a legritkább esetben jár komoly mellékhatással. A gyermekek 15%-ánál és a felnőttek felénél az injekció beadásának helyén fájdalom jelentkezhet. A hepatitis A elleni védőoltás általában inaktivált vírusokat tartalmaz, némelyik pedig gyengített kórokozókat. E gyengített vírust tartalmazó vakcina alkalmazása terhesség vagy gyenge immunrendszer esetén nem ajánlott. A hepatitis A elleni oltóanyagot akár hepatitis B vagy tífusz elleni védőoltással kombinálva is be lehet adni.
A hepatitis A elleni védőoltást Európában 1991-ben, az Amerikai Egyesült Államokban pedig 1995-ben hagyták jóvá először. Az oltóanyag szerepel a WHO alapvető gyógyszereket tartalmazó listáján, amely az egészségügyi alapellátásban szükséges legfontosabb gyógyszereket sorolja fel. Az Egyesült Államokban 50 és 100 dollár közötti áron kapható.

## Fordítás
- Ez a szócikk részben vagy egészben  a   Hepatitis A vaccine című angol Wikipédia-szócikk ezen változatának fordításán alapul.  Az eredeti cikk szerkesztőit annak laptörténete sorolja fel. Ez a jelzés csupán a megfogalmazás eredetét és a szerzői jogokat jelzi, nem szolgál a cikkben szereplő információk forrásmegjelöléseként.